# Левитан, Пётр Григорьевич
Пётр Григо́рьевич Левита́н — советский и российский тренер по боксу. Тренер-преподаватель Волгоградской государственной академии физической культуры, тренер секции бокса спортивного общества «Трудовые резервы» и спортивного клуба «Ринг», главный тренер сборной команды Волгограда, президент Волгоградской областной федерации бокса. Подготовил 57 мастеров спорта, в том числе являлся личным тренером таких известных боксёров как Александр Беляев, Владимир Петрашко, Юрий Спицын и др. Заслуженный тренер РСФСР. Заслуженный работник физической культуры РСФСР.

## Биография
В молодости сам серьёзно занимался боксом, становился серебряным призёром первенства РСФСР.
В 1949 году окончил Государственный центральный институт физической культуры, после чего по распределению отправился работать тренером в город Сталинград в секции бокса добровольного спортивного общества «Трудовые резервы».
В 1951—1972 годах занимал должность президента Волгоградской областной федерации бокса. Возглавлял сборную команду Волгограда по боксу. В течение многих лет работал преподавателем в Волгоградской государственной академии физической культуры, в частности в период 1971—1987 годов возглавлял кафедру теории и методики бокса и тяжёлой атлетики. Заслуженный работник физической культуры РСФСР. Доцент. Впоследствии работал детским тренером в спортивном клубе «Ринг» при Волгоградском заводе тракторных деталей и нормалей. Тренер физкультурно-спортивного общества «Юность России».
За долгие годы тренерской работы Левитан подготовил многих талантливых боксёров, добившихся успеха на всесоюзном уровне. Один из самых известных его воспитанников — мастер спорта международного класса Александр Беляев, чемпион и многократный призёр первенств Советского Союза. Другой его ученик — мастер спорта Владимир Петрашко, бронзовый призёр чемпионата СССР. Под его руководством проходил подготовку Юрий Спицын, так же ставший известным тренером.
За выдающиеся достижения на тренерском поприще Пётр Левитан удостоен почётного звания «Заслуженный тренер РСФСР».
Неоднократно принимал участие в соревнованиях по боксу в качестве судьи. Судья всесоюзной категории.
Был женат на Людмиле Александровне Козловской, заслуженном тренере России по баскетболу. Ныне в доме, где они жили, по адресу Советская, 11 установлена мемориальная доска.
Ежегодно в Волгограде проводится турнир по боксу памями заслуженных тренеров Ильи Карпова и Петра Левитана.